# Belgique au Concours Eurovision de la chanson 2014
La Belgique a annoncé le 22 mai 2013 sa participation au Concours Eurovision de la chanson 2014 à Copenhague, au Danemark. 
Axel Hirsoux, représentant la Belgique au Concours Eurovision de la chanson, est annoncé le 16 mars 2014, à la suite de sa victoire lors de la finale nationale Eurosong.
Sa chanson est Mother.

## Processus de sélection
Comme toutes les années paires, c'est la Flandre qui gère l'organisation de la sélection.
À l'inverse des 4 dernières années, c'est par le biais de l'Eurosong que sont choisis l'interprète et la chanson qui représenteront la Belgique au Concours Eurovision de la chanson.
Tout artiste de Belgique peut se présenter au concours, qu'il vienne de Flandre ou de Wallonie.

### Calendrier
La sélection s'opérera par trois séances de qualifications, dont une de rattrapage, desquels découleront trois demi-finales et une finale.
| Date       | Manche                                      |
| ---------- | ------------------------------------------- |
| 2 février  | Première manche qualificative               |
| 9 février  | Deuxième manche qualificative               |
| 16 février | Troisième manche qualificative (Rattrapage) |
| 23 février | Première demi-finale                        |
| 2 mars     | Deuxième demi-finale                        |
| 9 mars     | Troisième demi-finale                       |
| 16 mars    | Finale                                      |

### Type de vote
Dans les séances de qualifications, le jury choisira quatre interprètes qui seront directement qualifiés en demi-finale et quatre autres qui retenteront leur chance à la séance de rattrapage.
Dans les demi-finales et la finale, les gagnants seront choisis par un vote composé de 50 % de télévote et de 50 % du choix d'un jury.
Les membres du jury sont :
- Le chanteur, batteur et guitariste belge Bart Peeters
- Le chanteur belge Ozark Henry
- Le DJ belge Basto
- La chanteuse ukrainienne, gagnante de l'Eurovision 2004, Ruslana

### Première manche qualificative
|    | Artiste               | Chanson                        | Artiste d'origine   | B.P. | O.H. | B. | Moyenne | Rang | Résultat       |
| -- | --------------------- | ------------------------------ | ------------------- | ---- | ---- | -- | ------- | ---- | -------------- |
| 1  | Joyce                 | Mister                         | Sergio & The Ladies | 88   | 78   | 79 | 82      | 5    | Seconde chance |
| 2  | The Exclusive Strings | Hard Rock Hallelujah           | Lordi               | 72   | 64   | 68 | 68      | 15   | Elimination    |
| 3  | White Bird            | Fly on the wings of love       | Olsen Brothers      | 84   | 79   | 77 | 80      | 8    | Seconde chance |
| 4  | Eva Jacobs            | In your eyes                   | Niamh Kavanagh      | 86   | 85   | 86 | 86      | 2    | Demi-finaliste |
| 5  | The Fuckuless         | Waterloo                       | ABBA                | 76   | 80   | 73 | 76      | 10   | Elimination    |
| 6  | Jessy                 | Euphoria                       | Loreen              | 86   | 82   | 75 | 81      | 6    | Seconde chance |
| 7  | Gracious Wild         | In love for a while            | Anna Rossinelli     | 76   | 76   | 65 | 72      | 12   | Elimination    |
| 8  | Violet Sky            | Door de wind                   | Ingeborg            | 76   | 73   | 69 | 73      | 11   | Elimination    |
| 9  | Axel Hirsoux          | Tu te reconnaîtras             | Anne-Marie David    | 86   | 82   | 83 | 84      | 4    | Demi-finaliste |
| 10 | 3M8S                  | Only Teardrops                 | Emmelie de Forest   | 75   | 75   | 62 | 71      | 14   | Elimination    |
| 11 | Nelson                | Glorious                       | Cascada             | 90   | 89   | 80 | 86      | 2    | Demi-finaliste |
| 12 | Elvya Dulcimer        | Sweet people                   | Alyosha             | 76   | 70   | 69 | 72      | 12   | Elimination    |
| 13 | 2 Fabiola & Loredana  | My Number One                  | Helena Paparizou    | 84   | 81   | 79 | 81      | 6    | Seconde chance |
| 14 | Di Stephano           | L'amour ça fait chanter la vie | Jean Vallée         | 80   | 79   | 75 | 78      | 9    | Elimination    |
| 15 | Udo Mechels           | Ne partez pas sans moi         | Céline Dion         | 96   | 95   | 89 | 93      | 1    | Demi-finaliste |

### Deuxième manche qualificative
|    | Artiste         | Chanson                       | Artiste d'origine    | B.P. | O.H. | B. | Moyenne | Rang | Résultat       |
| -- | --------------- | ----------------------------- | -------------------- | ---- | ---- | -- | ------- | ---- | -------------- |
| 1  | Soulbrothers    | Puppet on a String            | Sandie Shaw          | 74   | 66   | 65 | 68      | 13   | Elimination    |
| 2  | Mr. Jones       | Standing still                | Roman Lob            | 84   | 82   | 74 | 80      | 8    | Seconde chance |
| 3  | SIL             | Where are you?                | Imaani               | 86   | 85   | 80 | 84      | 6    | Seconde chance |
| 4  | Aelia           | Poupée de cire, poupée de son | France Gall          | 74   | 66   | 65 | 68      | 114  | Elimination    |
| 5  | Tisha Cyrus     | Düm Tek Tek                   | Hadise               | 90   | 86   | 81 | 86      | 3    | Demi-finaliste |
| 6  | Yass            | L'oiseau et l'enfant          | Marie Myriam         | 92   | 89   | 85 | 89      | 2    | Demi-finaliste |
| 7  | Day One         | Satellite                     | Lena Meyer-Landrut   | 91   | 89   | 75 | 85      | 5    | Seconde chance |
| 8  | Dina Rodrigues  | Ne partez pas sans moi        | Céline Dion          | 72   | 72   | 70 | 71      | 12   | Elimination    |
| 9  | Andrei Lugovski | In a Moment Like This         | Chanée & N'evergreen | 76   | 75   | 74 | 75      | 10   | Elimination    |
| 10 | Bastien         | Fly on the wings of love      | Olsen Brothers       | 82   | 78   | 76 | 79      | 9    | Elimination    |
| 11 | Maureen         | Ding-A-Dong                   | Teach-In             | 77   | 75   | 69 | 74      | 11   | Elimination    |
| 12 | Manuel Palomo   | Eres tú                       | Mocedades            | 66   | 60   | 62 | 63      | 15   | Elimination    |
| 13 | Axeela          | Believe                       | Dima Bilan           | 88   | 84   | 83 | 85      | 4    | Demi-finaliste |
| 14 | Bandits         | Geef het op                   | Clouseau             | 88   | 81   | 80 | 83      | 7    | Seconde chance |
| 15 | Petra           | All Kinds of Everything       | Dana                 | 94   | 92   | 89 | 92      | 1    | Demi-finaliste |

### Troisième manche qualificative (Rattrapage)
Au rattrapage, le vote du public compte également.
|   | Artiste              | Chanson                 | Artiste d'origine     | B.P. | O.H. | B. | R. | Moyenne | Rang | Résultat       |
| - | -------------------- | ----------------------- | --------------------- | ---- | ---- | -- | -- | ------- | ---- | -------------- |
| 1 | White Bird           | Love Shine a Light      | Katrina and the Waves | 88   | 84   | 75 | 80 | 82      | 5    | Elimination    |
| 2 | Jessy                | Je t'adore              | Kate Ryan             | 78   | 80   | 60 | 60 | 70      | 6    | Elimination    |
| 3 | Mr. Jones            | Mt star                 | Brainstorm            | 72   | 65   | 50 | 50 | 59      | 6    | Elimination    |
| 4 | Bandits              | Medley                  | -                     | 95   | 87   | 80 | 86 | 87      | 1    | Demi-finaliste |
| 5 | Joyce                | Save Your Kisses for Me | Brotherhood of Man    | 78   | 70   | 55 | 70 | 68      | 2    | Elimination    |
| 6 | Day One              | Nocturne                | Secret Garden         | 95   | 98   | 80 | 90 | 91      | 3    | Demi-finaliste |
| 7 | SIL                  | J'aime la vie           | Sandra Kim            | 93   | 92   | 81 | 90 | 89      | 2    | Demi-finaliste |
| 8 | 2 Fabiola & Loredana | Euphoria                | Loreen                | 90   | 80   | 65 | 65 | 75      | 4    | Demi-finaliste |

### Première demi-finale
|   | Artiste    | Chanson                   | Traduction                        | B.P. | O.H. | B. | R. | Moyenne | Rang | Résultat    |
| - | ---------- | ------------------------- | --------------------------------- | ---- | ---- | -- | -- | ------- | ---- | ----------- |
| 1 | Day One    | Whoever you are           | Qui que tu soies                  | 96   | 98   | 80 | 85 | 90      | 3    | Elimination |
| 2 | Eva Jacobs | Nothing is impossible     | Rien n'est impossible             | 95   | 90   | 90 | 90 | 91      | 1    | Finaliste   |
| 3 | Udo        | Hero (In Flanders fields) | Héro (Dans les champs de Flandre) | 85   | 70   | 69 | 75 | 75      | 2    | Finaliste   |
| 4 | Petra      | Killer touch              | Toucher mortel                    | 86   | 75   | 68 | 70 | 75      | 4    | Elimination |

## À l'Eurovision
La Belgique participa à la première demi-finale, le 6 mai 2014 mais ne se qualifia pas pour la finale.